# Jamal Jumá
Jamal Jumá (født 1956) er en irakisk forfatter. Han er født i Bagdad og har taget sin akademiske uddannelse i Danmark, hvor han har boet siden 1984. Han har redigeret og udgivet mange erotiske manuskripter, bl.a. Den Duftende Have, Hjerternes Promenade og De Forbudte Tekster. Dette har ophidset dele af det religiøse og politiske establishment i den arabiske verden med det resultat, at bøgerne er blevet konfiskeret og forbudt i arabiske lande.
Han har udgivet digtsamlinger, f.eks. Bogens Bog 1990, Et Håndtryk i Mørket 1995 og Søvngængerens Erindringer 1998. Hans værker er oversat til mange sprog, bl.a. dansk, engelsk, svensk, fransk, tysk, persisk, tyrkisk og tamilsk.
Sit internationale gennembrud fik han efter uropsætningen af "A handshake in the dark" med BBC Symphony Chorus i London i 2007. Det var den engelske kompositør Michael Nyman, som blev inspireret til at lave et stykke af den engelske udgave af Jumás efterkrigsdigte.